# Kaptorga

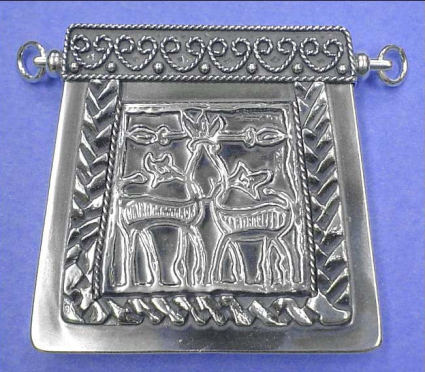
Kaptorga nalezená v Polsku

Kaptorga je malá ozdobná kovová schránka (nejčastěji stříbrná), používaná pravděpodobně jako schránka na amulety nebo ostatky svatých. Na českém území se kaptorgy objevují na konci 9. století a přežívají až do 11. století. Tyto schránky byly často bohatě zdobeny vytepáváním, granulací nebo filigránem. Jednalo se o drahý typ šperku určený výše postaveným jedincům a to převážně ženám.

## Původ
Termínem kaptorga se v ruštině označuje schránka, která se připevňuje na opasek. Kde a jak tyto schránky vznikly, není tak úplně jasné. Někteří autoři vidí jeho původ v západní kultuře v domečkovitých schránkách na ostatky, další jej zase vidí Byzanci. Oba kulturní vlivy měly na vzniku jistě určitý podíl.
Další badatelé považují kaptorgy za odkaz Velké Moravy, ale většina autorů v dnešní době určuje jako místo jejich hlavního rozvoje území Čech. Není přesné jasné jestli impulsy pro jejich výrobu přišly z Čech na Velkou Moravu, nebo tomu bylo naopak.
Dnes se termín používá v raně středověké archeologii převážně na označení malých kovových schránek, které zpravidla tvoří hlavní část náhrdelníků.

## Dělení
Podle vzhledu archeologové dělí kaptorgy na dva typy: lichoběžníkovité a torbičkovité.
- Lichoběžníkovité kaptorgy jsou tvořeny plechovou destičkou (může být bronzová nebo stříbrná) a zdobeny vytepáváním, granulací a nebo filigránem. Mohou se objevit kaptorgy s víčkem nebo zásuvnou vnitřní stěnou.
- Torbičkovité kaptorgy mají velmi rozsáhlé tvarové spektrum a výzdobu. Mohou mít obdélníkovitý nebo i válcovitý tvar, vyskytly se i schránky s mandlovitým průřezem. Bývají velmi bohatě zdobeny.

Toto je pouze základní dělení. U jiných autorů mohou být děleny jinak např. podle technologie výroby.

## Výskyt
Kaptorgy se objevují od druhé poloviny 9. století (v Čechách se ale objevují o něco později) a jsou archeologicky doloženy až do 11. století. Za nejstarší dochovanou kaptrogu v Čechách můžeme považovat fragment z Kolína, který pochází z poslední třetiny 9. století. Nejmladší datovatelná kaptorga z území Čech pak pochází z depotu z Žatce, který byl uložen někdy po roce 1015.

## Nálezy
Kaptorgy se převážně nacházejí jako milodar v ženských hrobech, ale několik exemplářů bylo nalezeno jako součást depotů.
Lichoběžníkovité kaptorgy byly nalezeny na 26 v Čechách a na 4 lokalitách na Moravě. Jejich koncentrace je největší v oblasti středních Čech, přičemž nejvíce nálezů pochází z Prahy.. Další nálezy pocházejí např. ze Stehelčevsi, Kolína nebo Klecan.
Torbičkovité kaptorgy vynikají především svým zpracováním. Krásné exempláře kaptorg s mandlovitým průřezem a s motivem koníčků známe z Libice a Staré Kouřimi. Dalším ojedinělým nálezem jsou kaptorgy z Mikulčic a z Levého Hradce, které jsou tvarovány do podoby kodexu. Další nálezy pocházejí např. ze Stehelčevsi, Kolína nebo Klecan.

## Účel kaptorg
O účelu kaptorg nemáme mnoho informací. Můžeme tedy jen hádat, k čemu byly využívány. I když byly kaptorgy vyráběny z drahých materiálů a samy o sobě byly velmi cenné, je pravděpodobné, že jejich obsah byl pro majitele ještě cennější.
Z organických materiálů, které se v nich pravděpodobně uchovávaly, se nám mnoho nezůstalo. Z toho mála co se dochovalo to jsou jen drobné útržky látek, rostlinná vlákna, zbytky aromatických rostlin, vosku, vlasy, kůstky, kaolinická hlinka a v jednom případě z lokality Dobrovíz byly uvnitř kaptorgy nalezeny zbytky stonku konopí setého.
Názory na účel kaptorg jsou tedy různé. Jejich rozšíření je především spojováno s šířením křesťanství a jsou často považovány za schránky na ostatky. Podle dalšího názoru mohly ale také sloužit jako schránky na vonné látky nebo na různé amulety. K tomu vede badatele i to, že jsou ukládány do hrobů především ženám, které jsou v raném středověku s magickými silami spojovány. Jak už bylo řečeno, jednalo se o drahý šperk a je tedy pravděpodobné, že u nižších vrstev podobnou funkci plnily různé látkové a kožené pytlíčky.